# Anita Nüßner
Anita Nüßner (* 10. Juni 1935 in Plaue; † 27. Februar 2025) war eine ehemalige deutsche Kanutin.

## Karriere
Anita Nüßner war in den 60er Jahren eine der stärksten Kanutinnen der DDR. Auch wenn sie ihre ersten Erfolge und sogar die deutsche Meisterschaft im Kajak-Zweier mit Inge Plonka schon 1959 gewinnen konnte, so fallen ihre größten Erfolge doch auf den Zeitraum ab 1960, den sie beim SC DHfK Leipzig verbrachte.
In den nationalen Einzelwettbewerben landete Nüßner insgesamt siebenmal auf dem Podium, für den Titel reichte es jedoch nie. Zweimal wurde sie nur von Anita Kobuß geschlagen, einmal von Charlotte Seidelmann. Immerhin einen Titel konnte sie im Vierer mit der SC DHfK Leipzig im Jahr 1962 erreichen. Dazu kamen hier jeweils einmal Silber (1963) und Bronze (1968). In der Vierer-Konkurrenz konnte sie auch ihre einzige internationale Medaille bei einem Großereignis gewinnen: Bei den Kanurennsport-Weltmeisterschaften 1963 in Ost-Berlin erreichte sie mit dem Team der DDR Bronze.
Ihre stärkste Disziplin war aber eindeutig die Zweier-Konkurrenz. Mit Charlotte Seidelmann, der sie im Einzel noch unterlegen war, gewann sie in den Jahren 1960 bis 1963 die Kajak-Zweier-Konkurrenz viermal in Folge. Sie wurden daher für das Ausscheidungsrennen um den einen Platz im gesamtdeutschen Olympiateam für die Olympischen Spiele in Tokio mit dem westdeutschen Duo Roswitha Esser und Annemarie Zimmermann nominiert. Konnten die Ostdeutschen das erste Rennen gegen die amtierenden Weltmeister noch überraschend gewinnen, so waren sie im zweiten Rennen chancenlos. Esser und Zimmermann reisten nach Tokio und gewannen dort Gold für das deutsche Team.
1968 war es dann doch soweit und Nüßner wurde für die Olympischen Sommerspiele 1968 in Mexiko-Stadt im Einzel nominiert. Hier erreichte sie das Finale und wurde am Ende Sechste.
Nach diesen Spielen beendete sie ihre Karriere.